# لا لويسيا
لا لويسيا هي بلدية تقع في مقاطعة سوريا، في منطقة قشتالة وليون، في إسبانيا. يبلغ عدد سكانها 13 نسمة وذلك حسب (المعهد الوطني للإحصاء) سنة 2017، وتبلغ مساحتها 7,90 كم²، وترتفع عن سطح البحر 1,174 متر.

## تطور السكان
في تعداد عام 2010 بلغ عدد سكان البلدية 12 نسمة، منهم 8 رجال و4 نساء.